# 观音店乡
观音店乡，是中华人民共和国四川省广元市青川县下辖的一个乡镇级行政单位。

## 行政区划
观音店乡下辖以下地区：
太平社区、观音村、河坝村、董家村、两河村、青竹村和余坝村。